# Skrängstasjön
Skrängstasjön är en fågelsjö i södra Njurunda socken i Sundsvalls kommun i Medelpad som ingår i Ljungans huvudavrinningsområde. Sjön är 4 meter djup, har en yta på 0,732 kvadratkilometer och befinner sig 20,1 meter över havet. Vid provfiske har bland annat abborre, braxen, gers och gädda fångats i sjön.
Via Stångån avvattnas Skrängstasjön till Ljungan.

## Delavrinningsområde
Skrängstasjön ingår i delavrinningsområde (690496-158218) som SMHI kallar för Utloppet av Skrängstasjön. Medelhöjden är 43 meter över havet och ytan är 6,47 kvadratkilometer. Räknas de 24 avrinningsområdena uppströms in blir den ackumulerade arean 204,27 kvadratkilometer. Stångån som avvattnar avrinningsområdet har biflödesordning 2, vilket innebär att vattnet flödar genom totalt 2 vattendrag innan det når havet efter 6,6 kilometer. Avrinningsområdet består mestadels av skog (46 procent), öppen mark (12 procent) och jordbruk (22 procent). Avrinningsområdet har 0,69 kvadratkilometer vattenytor vilket ger det en sjöprocent på 10,7 procent. Bebyggelsen i området täcker en yta av 0,1 kvadratkilometer eller 1 procent av avrinningsområdet.

## Fisk
Vid provfiske har följande fisk fångats i sjön:
- Abborre
- Braxen
- Gärs
- Gädda
- Löja
- Mört